# Praia do Forno
Vista da praia do Forno
A Praia do Forno localiza-se na cidade de Arraial do Cabo, no estado brasileiro do Rio de Janeiro.